# Adinoteri
L'adinoteri (Adinotherium, ‘no-Deinotherium’) és un gènere extint de la família dels toxodòntids, un grup de grans ungulats de cos robust que visqueren a Sud-amèrica a la prehistòria. L'adinoteri visqué des del Miocè fins al Pliocè.
Aquest animal mesurava 1,5 m i era una versió més petita de Toxodon, un parent seu semblant a un rinoceront. Tenia les potes anteriors una mica més llargues que els seus parents, de manera que el maluc i l'espatlla es trobaven més o menys a la mateixa alçada.